# Старе Гамри
Старе Гамри (чеськ. Staré Hamry) — муніципалітет та громада в окрузі Фрідек-Містек у Моравсько-Сілезькому краї Чеської Республіки. В ньому проживає приблизно 600 осіб.  

## Етимологія
Назва Staré Hamry дослівно означає «старі водяні кузні», які були тут розповсюджені у 17 столітті. Спочатку муніципалітет називався Hamry, додаток Staré був доданий пізніше, після того, як в Башці з'явилися «нові» кузні.

## Географія
Старе Гамри розташоване в гірському масиві Бескид у Мораво-Сілезькому краї, навколо дамби Шанце, що розташоване у верхній течії річки Остравіце. Найвищою точкою муніципалітету є гора Смрк на північному кордоні, на висоті 1276 метрів (4186 футів). Ліси займають 87% території міста. Східна частина муніципалітету лежить в історичному регіоні Тешинська Сілезія.

## Історія
Старе Гамри було засноване між 1636 і 1639 роками. Політично це було частиною державного утворення Фрідек, яке входило до королівства Богемії. Перша водяна кузня була побудований в 1638 році та зник наприкінці XVII століття.
Найбільшого розвитку муніципалітет отримав на рубежі 19-20 століть, коли він став зоною відпочинку.
Після Першої світової війни село увійшло до складу Чехословаччини. У березні 1939 року стало підпорядковуватися Протекторату Богемії та Моравії. Після Другої світової війни Старе Гамри повернулося до Чехословаччини.
Спочатку село було розташоване лише на правому березі Остравіци, яка утворювала кордон між Чеською Сілезією та Моравією. У 1951 році північна частина муніципалітету була відокремлена від Старе Гамри та приєднана до Остравіце, тоді як південна частина Остравіце була відокремлена від нього та приєднана до Старе Гамри. Обидва муніципалітети тепер розташовані на обох берегах Остравіци. У 1969 році було побудоване водосховище Шанце.

## Пам'ятки
Головною пам'яткою села є Костел Святого Генріха, збудований у 1863–1865 роках. 
Пам'ятник на зо внішній стороні стіни цвинтаря з 1933 року вшановує соціальну поему Петра Безруча «Марічка Магданова».
На хуторі Грунь знаходиться дерев'яний костел Діви Марії на Груні, збудований у 1887–1890 роках.
|                        |
| Костел Святого Генріха |

|                             |
| Пам'ятник Марічці Магданові |

|                            |
| Костел Діви Марії на Груні |

## Населення
|                                                  |
| Вікова структура жителів Старе Гамри у 2011 році |

## Відомі люди
Петр Безруч — чеський поет, часто працював та відпочивав у Старе Гамри.